# Ivo Nesrovnal
Ivo Nesrovnal (ur. 19 maja 1964 w Bratysławie) – słowacki prawnik i samorządowiec, od 2014 do 2018 burmistrz Bratysławy.

## Życiorys
W 1986 ukończył studia prawnicze na Uniwersytecie Komeńskiego w Bratysławie. Na początku lat 90. kształcił się na uczelniach we Francji, Niemczech i USA, m.in. na George Washington University, gdzie uzyskał dyplom LL.M. Początkowo pracował w Słowackiej Akademii Nauk, był również prawnikiem w kancelarii prezydenta Václava Havla. W 1992 podjął praktykę w zawodzie adwokata.
W 2009 został radnym Bratysławy i kraju bratysławskiego. Był działaczem SDKÚ-DS, z której wystąpił w 2014. W tym samym roku jako kandydat niezależny został wybrany na urząd burmistrza Bratysławy. Nie uzyskał reelekcji w wyborach w 2018.